# Зустріч Володимира Зеленського та Дональда Трампа у Білому домі (2025)
28 лютого 2025 року президент України Володимир Зеленський відвідав США. Під час свого візиту Зеленський зустрівся з президентом США Дональдом Трампом в овальному кабінеті Білого дому. Планувалося обговорити подальшу підтримку України в контексті укладення рамкової угоди щодо копалин. Українська сторона наполягала на взаємовигідному партнерстві, яке забезпечувало б реальні гарантії безпеки України, а не лише відмову від власних ресурсів.
Президент України достроково залишив Білий дім після словесної суперечки з Дональдом Трампом і віцепрезидентом Джей Ді Венсом через переговори з РФ щодо чергового перемир'я і заяви президента США про те, що президент України «не готовий до миру». Заяви Трампа щодо одностороннього миру та швидкої угоди про припинення війни на умовах президента Росії Володимира Путіна почали з'являтися ще під час президентської передвиборчої кампанії 2024 року. У лютому 2025 року адміністрація новообраного президента США після телефонної розмови Трампа з Путіним провела кілька раундів переговорів з Росією без участі України та європейських союзників, спираючись на втрату Україною території та членства в НАТО, що викликало занепокоєння та опозицію в Європі.

## Візит до США
Президент України прибув з офіційним візитом до США 27 лютого ввечері. Його рейс A319 тривав 8 год 2 хв, літак приземлився на об'єднаній авіабазі «Ендрюс».
Зустріч була запланована 28 лютого на 11:00 (UTC−5) в овальному кабінеті президента США в Білому домі. Близько 11:20 президент України прибув до Білого дому з готелю Hay–Adams, де він разом зі своїми радниками зупинився напередодні. Президент США зустрів його біля входу в західне крило. Потиснувши руку Зеленському, Трамп зробив саркастичне зауваження про його одяг. Зустріч висвітлювалася міжнародними ЗМІ під час прямої трансляції.
О 13:42 (UTC−5) кортеж президента України залишив подвір'я Білого дому та повернувся в готель. Пізніше президент України дав інтерв'ю Брету Баєру у програмі «Special Report with Bret Baier» у студії Fox News Channel, яке вийшло в ефір о 18:00. О 22:53 літак із президентом України вилетів зі США до Лондона на саміт «Securing our future», який мав відбутися 2 березня.

### Суперечка
Дискусія почалася з запитання, адресованого Трампу від кореспондента Польського Радіо у США Марека Валкускі (початок на відео о 38:12), та після втручання Джей Ді Венса (о 39:49) переросла у суперечку:
| Ліві лапки | …Після Другої світової війни Польща десятиліттями перебувала під контролем Росії. Коли я був дитиною, я дивився на Сполучені Штати не тільки як на наймогутнішу країну, найбагатшу країну в світі, країну, в якій є чудова музика, чудові фільми, чудові muscle car, але також як на силу добра. А зараз я розмовляю зі своїми друзями в Польщі і вони стурбовані тим, що ви занадто зближуєтеся з Путіним. Яке ваше послання для них? | Праві лапки |

## Реакція

### Україна

#### Зеленський та оточення
Зеленський опублікував заяву у соціальних мережах після зустрічі, подякувавши Трампу, Конгресу Сполучених Штатів та американському народу за підтримку. Він додав, що «Україна потребує справедливого та тривалого миру, і ми працюємо саме над цим». У пізнішому інтерв'ю з Бретом Баєром на Fox News він описав зустріч як «якусь суперечку», яка «не є доброю для обох сторін», і відмовився просити вибачення перед Трампом. Однак він висловив зацікавленість у налагодженні їхніх відносин. Зеленський також висловив подяку за переважну підтримку від лідерів усього світу, визнаючи їхню солідарність у соціальних мережах і подякував кожному лідерові окремо з повідомленням: «Дякую за вашу підтримку.» Андрій Єрмак, керівник Офісу Президента, який сидів з Зеленським під час зустрічі, сказав, що безпека — «це не просто слово. Це означає життя, майбутнє без сирен, без втрат, без страху за наших близьких», і висловив подяку за підтримку України з боку Сполучених Штатів.
Зеленський пізніше опублікував довшу заяву, в якій знову подякував Сполученим Штатам за підтримку і висловив надію на «міцні стосунки з Америкою» та адміністрацією Трампа.